# Карл Бодденберг
Карл Бодденберг (нім. Karl Boddenberg; 23 травня 1914, замок Озенау, Оденталь — 25 жовтня 1970) — німецький офіцер-підводник, оберлейтенант-цур-зее крігсмаріне. Кавалер Німецького хреста в золоті.

## Біографія

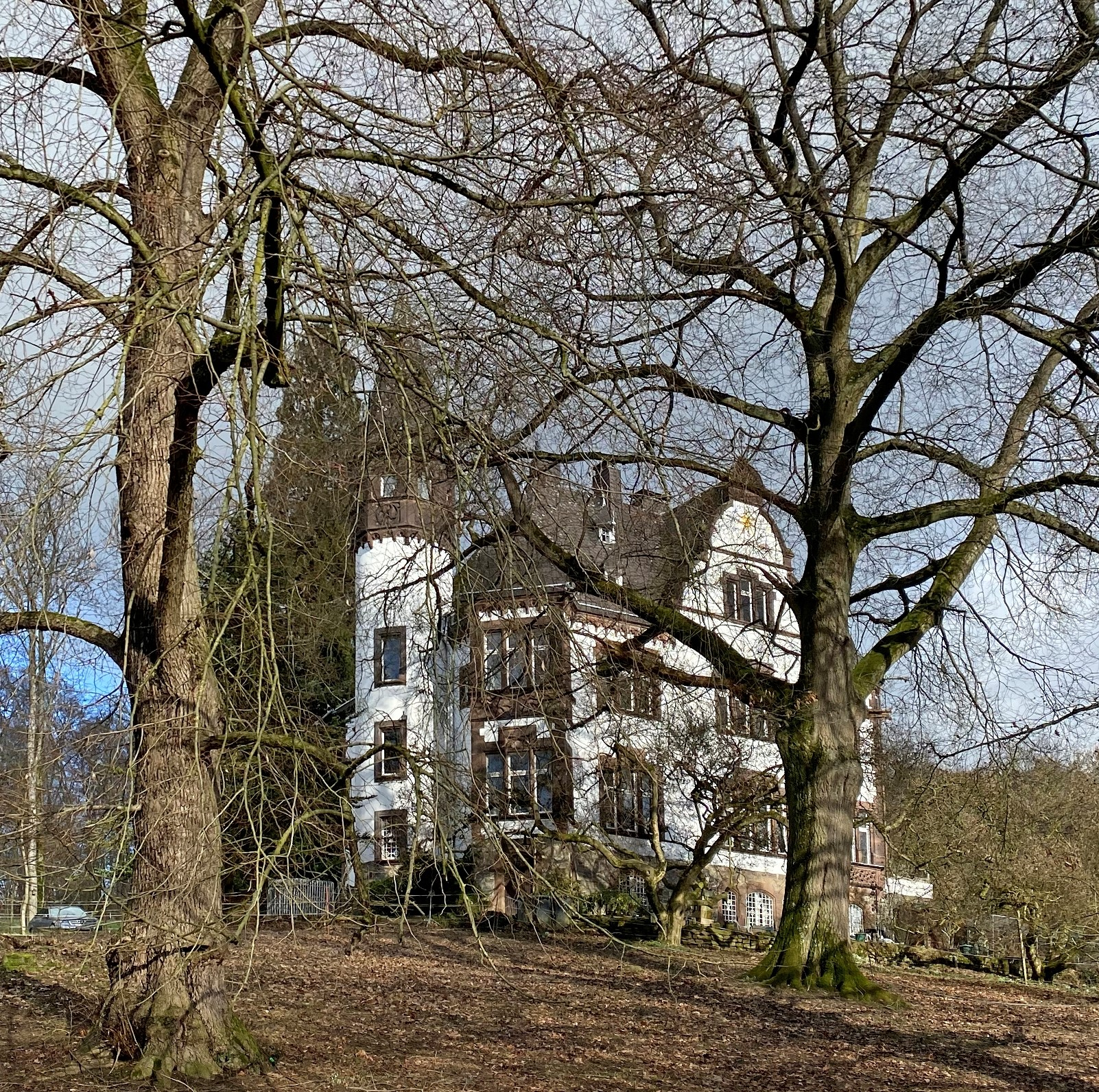
Замок Озенау, в якому народився Бодденберг.

1 липня 1933 року вступив на флот. З 31 січня по 29 березня 1940 року пройшов курс підводника. З 30 березня 1940 року — старший штурман в 1-му навчальному дивізіоні підводних човнів, з 6 травня 1940 року — на плавучій базі підводних човнів «Лех». З 21 червня по 21 грудня 1940 року — старший штурман і вахтовий офіцер на підводному човні U-60. З 25 січня 1941 року — старший штурман і 3-й вахтовий офіцер на U-201. 25 серпня 1942 року переданий в розпорядження 1-ї флотилії. З 28 вересня по 23 листопада 1942 року пройшов курс торпедного офіцера, з 24 листопада 1942 по 31 січня 1943 року — курс командира човна. З 17 лютого 1943 по грудень 1944 року — командир підводного човна U-963, на якому здійснив 7 походів (разом 188 днів у морі). 15 грудня 1944 року переданий в розпорядження ОКМ. З 3 березня 1945 року — командир роти 4-го дивізіону корабельних гармат. 8 травня був взятий в полон британськими військами. 11 липня 1945 року звільнений.

## Звання
- Рекрут (1 липня 1933)
- Оберсматрос (1 жовтня 1934)
- Штабсматрос (1 жовтня 1935)
- Боцмансмат (1 жовтня 1936)
- Обербоцмансмат (1 жовтня 1938)
- Оберштурман (1 липня 1939)
- Лейтенант-цур-зее (1 квітня 1942)
- Оберлейтенант-цур-зее (1 квітня 1943)

## Нагороди
- Медаль «За вислугу років у Вермахті» 4-го класу (4 роки)
- Іспанський хрест в сріблі з мечами (1 червня 1939)
- Залізний хрест
  - 2-го класу (10 вересня 1940)
  - 1-го класу (28 серпня 1941)
- Нагрудний знак підводника (10 жовтня 1940)
- Німецький хрест в золоті (26 січня 1944)
- Фронтова планка підводника в бронзі (9 листопада 1944)